# Warfalla
Warfalla jest największym plemieniem w Libii.
Podczas rewolucji w Libii w 2011 członkowie tego plemienia poparli Mu’ammara al-Kaddafiego.